# Frammentazione della Democrazia Cristiana

Lo scudo crociato, simbolo della Democrazia Cristiana

La frammentazione della Democrazia Cristiana ebbe luogo negli anni '90, a seguito della crisi politica italiana che vide la rottura dei vecchi equilibri politici, la nascita di partiti autonomisti come la Lega Lombarda, il crollo della cortina di ferro e le inchieste giudiziarie di Mani pulite. Il partito fu formalmente sciolto nel 1994, lasciando come eredità la formazione di tanti piccoli gruppi politici che in vario modo cercarono di prenderne l'eredità.

## Il monolitismo cattolico preesistente
Nell'ottobre 1942 la fondazione della Democrazia Cristiana (DC) realizzò la fusione fra il disciolto Partito Popolare Italiano di Alcide De Gasperi ed il Movimento Guelfo d'Azione di Piero Malvestiti permettendo così la polarizzazione del voto dei cattolici italiani, indicata come "unità politica dei cattolici". Una nota dell'Osservatore Romano del 1945 affermò espressamente che solo la DC aveva titolo per rappresentare i cattolici in politica. Per oltre cinquanta anni (1942-1994) la DC sarà sempre il primo partito d'Italia (con l'unica eccezione delle elezioni europee del 1984), punto di riferimento privilegiato, in chiave anticomunista, della Santa Sede. Il tema dell'unità dei cattolici in politica era ben presente nel magistero della Chiesa cattolica. Ancora nel 1985, il papa Giovanni Paolo II, nel suo intervento al Convegno ecclesiale italiano di Loreto, ricordò come, pur mantenendo distinto l'impegno di apostolato da quello politico e pur accettando cordialmente la struttura democratica dello Stato, tra i cattolici avesse sempre prevalso la tendenza verso un impegno unitario «soprattutto nei momenti in cui lo richiedeva il bene supremo della nazione». «Questo insegnamento della storia», concluse il pontefice, non andava dimenticato: al contrario, esso doveva essere tenuto ancora ben presente «nei momenti delle responsabili e coerenti scelte» che il cittadino cristiano era chiamato a compiere in quel periodo della storia d'Italia. Malgrado il mondo cattolico prevedesse al suo interno una larga diversità di sensibilità, la DC coagulò su di sé la maggior parte del consenso elettorale dei cattolici e fu l'unico soggetto politico rilevante di ispirazione dichiaratamente cristiana.

## La crisi degli anni Novanta

### L'emergere della Lega Nord e la fine dell'Unione Sovietica
L'unità venne meno nel corso degli anni novanta, con all'esterno il crollo dell'Unione Sovietica e all'interno l'emergere della Lega Nord. La fine della guerra fredda aprì nuovi orizzonti anche per le politiche dei vari paesi europei, allentando i condizionamenti ideologici e le paure per la minaccia alla libertà che il comunismo rappresentava per tutti.
La Lega Nord, dal canto suo, determinò un deciso cambiamento di rotta nel tradizionale elettorato democristiano delle Regioni settentrionali (in particolare Lombardia, Piemonte e Veneto), con un travaso di milioni di voti a favore del nuovo partito guidato da Umberto Bossi, con marcate tinte separatiste.

### Il movimento referendario di Mariotto Segni
Ulteriore elemento di rivolgimento del sistema politico fu rappresentato dal movimento referendario animato e guidato dall'esponente democristiano Mariotto Segni, che nel 1990 riuscì a portare all'esame della Corte costituzionale tre quesiti referendari che miravano ad apportare significative modifiche al sistema elettorale italiano (abolizione del quorum del 65% per far scattare l'elezione con sistema uninominale al Senato, abrogazione della preferenza plurima alla Camera e introduzione di quella unica, estensione del sistema uninominale a tutti i Comuni italiani a prescindere dalle dimensioni). La Consulta bocciò due dei tre quesiti e ammise al voto quello sulla preferenza unica alla Camera. Il referendum si svolse il 9 giugno 1991 e, nonostante gli inviti all'astensione di Craxi e Bossi e il disinteresse della DC, andarono a votare due terzi degli aventi diritto. Il risultato fu un plebiscito a favore del SÌ e della conseguente abrogazione della preferenza plurima che ottenne il 95,6% dei voti espressi, costituendo un enorme successo per i promotori e per Segni in particolare, che divenne uno dei punti di riferimento dell'agognata riforma istituzionale. Sull'onda del successo ottenuto, i referendari con Segni in testa diedero vita al movimento politico Popolari per la Riforma, confluito poi in Alleanza Democratica, che aveva come obiettivo la prosecuzione della campagna referendaria per ottenere la totale trasformazione del sistema elettorale da proporzionale a maggioritario. A marzo del 1993 poi, Mariotto Segni, che non aveva accettato le proposte di assumerne la guida, abbandonò la Democrazia Cristiana e si dedicò totalmente all'organizzazione, insieme ai radicali, del nuovo referendum che, nell'aprile del 1993, vide un'altra netta affermazione dei SÌ con l'82,70% dei voti espressi e l'introduzione del sistema maggioritario al Senato.
La vicenda politica di Segni proseguì con la creazione di un partito, il Patto Segni, che si alleò con il Partito Popolare Italiano alle elezioni politiche del 1994 e che lo vide indicato dalla coalizione di centro come candidato alla Presidenza del Consiglio dei ministri. La netta sconfitta elettorale del Patto per l'Italia (la coalizione tra PPI e Patto Segni), il superamento della questione elettorale con l'approvazione di una nuova legge elettorale complessiva (il cosiddetto Mattarellum) e l'incapacità dell'esponente sardo di riconvertirsi a un'azione politica di respiro più generale ne segnarono il declino politico. Tuttavia, anche l'esperienza che vide in Segni il proprio leader fu uno degli elementi più importanti nel complesso processo che portò alla trasformazione del sistema politico italiano di quegli anni, alla nascita della cosiddetta Seconda Repubblica e al tracollo dei partiti tradizionali. Pesò in particolare sulla Democrazia Cristiana la scelta di Segni di non assumere la guida del partito e anzi di abbandonarla, seguendo in questo l'esempio del conterraneo e compagno di partito Cossiga.

### Le"picconate"di Francesco Cossiga
Un deciso scossone alle fondamenta dell'edificio politico-istituzionale esistente dal dopoguerra e alla Democrazia Cristiana in modo specifico fu assestato proprio dal principale custode del buon funzionamento delle istituzioni, il Presidente della Repubblica in carica Francesco Cossiga.
Questi, che per quasi tutto il settennato di presidenza aveva mantenuto un profilo poco appariscente, svolgendo le sue funzioni secondo il modello classico dell'arbitro tra i poteri costituzionali, a partire dal 1991 iniziò a rilasciare continue dichiarazioni ("esternazioni" o "picconate", come egli stesso le definì: «Adesso gli scherzi sono finiti, è arrivato il tempo delle "picconate"», disse il 23 marzo 1991 quando, intervistato alla Fiera di Roma, Cossiga minacciò lo scioglimento delle Camere) sia in forma istituzionale (messaggi alle Camere) sia in forma libera, che misero in subbuglio i partiti e le istituzioni. Nel novembre del 1991 affermò: «Ho dato al sistema picconate tali che non possa essere restaurato ma debba essere cambiato». Cossiga distribuiva le sue picconate in tutte le direzioni. Attaccò soprattutto Achille Occhetto come reazione al fatto che il PDS aveva appoggiato la proposta di messa in stato d'accusa del Capo dello Stato promossa dai radicali sulla vicenda Gladio. Il 22 gennaio 1992, in risposta al PDS che lo attaccava "sul piano Solo, P2, su golpismo e impeachment", disse che "Occhetto aveva il potere di far rivivere le cose più abbiette e più volgari del paleo-stalinismo". Entrò in conflitto col vicepresidente del CSM Giovanni Galloni arrivando a revocargli la delega in corso di seduta. Famosa fu la frase sui "giudici ragazzini" mandati in trincea in Sicilia a combattere la mafia. Furono proprio la magistratura e il suo partito di provenienza, la DC, i bersagli più frequenti delle sue esternazioni. Il 31 dicembre 1991 rinunciò a formulare i tradizionali auguri di fine anno (gli ultimi del suo mandato) spiegando così la decisione: «Non certo mancanza di coraggio o peggio resa verso le intimidazioni ma il dovere sommo, e direi quasi disperato, della prudenza sembra consigliare di non dire, in questa solenne e serena circostanza, tutto quello che in spirito e dovere di sincerità si dovrebbe dire; tuttavia, parlare non dicendo, tacendo anzi quello che tacere non si dovrebbe, non sarebbe conforme alla mia dignità di uomo libero, al mio costume di schiettezza, ai miei doveri nei confronti della Nazione E questo proprio ormai alla fine del mio mandato che appunto va a scadere il prossimo 3 luglio 1992.». Agli inizi del 1992 annunciò la decisione di lasciare il proprio partito, la Democrazia Cristiana, che secondo lui l'aveva abbandonato ai suoi avversari. Cossiga scrisse la sua decisione in una lettera del 23 gennaio 1992 inviata al quotidiano Il Popolo che però non la pubblicò, amareggiando l'autore che a maggio dello stesso anno, già dimessosi dall'incarico, dichiarò: «È la DC il nemico che ha tradito, incapace di modificare la sua arroganza, allo sbando. I dirigenti DC la gente li prenderà a sassate per la strada. Io non li ho buttati giù dalle scale, ma la gente non avrà i miei scrupoli (...). DC da lapidare. De Mita è il meglio. Forlani è un ipocrita: non mente, lui, nasconde la verità" (..) Ho scritto al Popolo una lettera, in cui spiegavo perché non mi sarei più iscritto al gruppo DC del Senato. Hanno rifiutato di pubblicarmela; era più importante la seduta alla sezione della Garbatella» (da "Il Secolo", venerdì 1º maggio 1992). Sono parole che, drammaticamente (anche se in circostanze ben diverse) riecheggiano quelle scritte 14 anni prima da Aldo Moro contro il suo partito (anche lui disse di lasciare la DC) e che pesarono come un macigno sul periodo successivo di vita del partito e del paese.

### L'inchiesta"Mani pulite"
L'indagine chiamata Mani pulite scoperchiò il sistema di corruzione e di finanziamento illecito di tutti i partiti di governo e determinò un vero terremoto politico, nel quale numerosi dirigenti di partito furono arrestati e condannati e i leader dei partiti storici, che fino a pochi mesi prima discutevano della loro elezione al Quirinale o dell'incarico a Palazzo Chigi, videro terminare bruscamente la loro esperienza politica. Allo stesso tempo, il terremoto giudiziario allontanò gli elettori dai partiti tradizionali e in particolare dalla DC.
Nel 1994 la DC venne dichiarata sciolta dal Consiglio nazionale del partito (senza però una deliberazione a livello giuridico) e assorbita da un nuovo soggetto politico, il Partito Popolare Italiano. Questa decisione fu preceduta e seguita da una serie di scissioni e ricomposizioni, di costituzioni e di estinzioni di nuovi partiti di matrice democristiana.

## I primi cambiamenti del panorama politico italiano (1991-1992)

### "La Rete"di Leoluca Orlando
Dopo essere uscito dalla DC, il 24 gennaio 1991 Leoluca Orlando fondò La Rete, un partito politico che diventerà un luogo di aggregazione tra esponenti della sinistra democristiana e esponenti della sinistra ambientalista e comunista, con cui parteciperà alle elezioni regionali siciliane nel giugno dello stesso anno, ed alle elezioni politiche dell'anno successivo. Fu la prima scissione di una corrente dal partito dalla fondazione della Democrazia Cristiana.

### La fine del Partito Comunista Italiano
Nello stesso periodo, facendo seguito a quanto annunciato nel novembre 1989, il Partito Comunista Italiano, tradizionale antagonista della DC sin dalla nascita della Repubblica Italiana, si sciolse il 3 febbraio 1991, trasformandosi in Partito Democratico della Sinistra e abbandonando di conseguenza il suo riferimento al comunismo. Venne così meno per molti elettori moderati la necessità di votare DC in funzione anticomunista.

### L'omicidio di Salvo Lima
Il mondo politico e l'opinione pubblica furono inoltre scossi nel marzo 1992 dall'uccisione di Salvo Lima ad opera della mafia, leader siciliano della corrente politica di Giulio Andreotti, omicidio che rese evidenti le collusioni fra DC e mafia.

### Le elezioni del 1992
Il 5 aprile 1992 le elezioni politiche videro per la prima volta la DC scendere sotto la soglia del 30% dei voti, anche a causa di una forte emorragia di voti a favore dei partiti autonomisti nelle tradizionali "regioni bianche" dell'Italia settentrionale. Il fatto poi che l'insieme del quadripartito che sosteneva il governo Andreotti VII fosse sotto il 49%, dimostrò che con la DC entrava definitivamente in crisi un intero sistema politico. Tuttavia DC, PSI, PSDI e PLI mantenevano ancora la maggioranza in Parlamento e riuscirono a formare un nuovo governo presieduto da Giuliano Amato: in tal modo si realizzò il patto pensato al momento delle elezioni, che prevedeva il ritorno dei socialisti a Palazzo Chigi e la conferma di un democristiano al Quirinale, ma - a causa degli stravolgimenti causati dalle indagini giudiziarie - la DC e il PSI furono costretti a cambiare le persone designate, con Scalfaro e Amato scelti al posto dei predestinati Forlani e Craxi.
Ma i colpi inferti al sistema politico dai provvedimenti della magistratura (che di quando in quando andavano a colpire anche esponenti del governo), dalle urla e dai voti della Lega Nord e dai successi del movimento referendario trasversale guidato da Mariotto Segni proseguirono e costrinsero di lì a meno di un anno Amato a dimettersi per fare posto a un governo tecnico-politico, guidato da Carlo Azeglio Ciampi (cooptato dalla Banca d'Italia e gradito alla sinistra non comunista), chiamato a proseguire l'azione di rigore economico già avviata da Amato. Il Governo Ciampi fu un governo di larga coalizione appoggiato anche da PDS e Verdi, inizialmente anche con la partecipazione di propri esponenti nominati ministri che tuttavia si dimisero pochi giorni dopo il giuramento per far posto a due tecnici e a un esponente socialista.

### Gli omicidi di Falcone e Borsellino e l'elezione di Scalfaro al Quirinale
La crisi del sistema politico fu accentuata in pochi mesi dall'omicidio dei due magistrati simbolo della lotta giudiziaria alla mafia, Giovanni Falcone a maggio e Paolo Borsellino a luglio. Falcone e Borsellino, infatti, avevano messo in luce nelle loro indagini i legami tra le cosche siciliane e i politici locali, con inevitabili riflessi anche sulla libertà di voto. L'uccisione di Falcone, paradossalmente, agevolò, quasi alla stregua di un canto del cigno, la salita al Quirinale dell'ultimo esponente democristiano chiamato a svolgere incarichi istituzionali di vertice, Oscar Luigi Scalfaro, dopo che il Parlamento, per diverse settimane, non era riuscito a scegliere il successore di Francesco Cossiga.

## La segreteria di Mino Martinazzoli (1992-1994)

### Le dimissioni di Forlani e l'elezione di Martinazzoli a segretario della DC
Dopo le elezioni politiche del 1992, si pose per la DC il problema di rinnovarsi preservando la sua unità. A sostenere ciò in quei mesi è anche un gesuita teologo e politologo del calibro di padre Bartolomeo Sorge (ispiratore anche del movimento della Rete di Orlando), che il 20 giugno 1992 intervistato da Panorama avvertì: «se dovesse fallire l'ennesimo tentativo di rinnovamento della DC, dalla tradizione cattolico-democratica gemmerà spontaneamente, come partito rinnovato, il vero Partito popolare di Sturzo» e «la vecchia DC, ulteriormente ridimensionata, potrebbe trasformarsi nel polo conservatore della politica italiana» Secondo Sorge, per evitare scissioni dalla DC «dovrebbero verificarsi tre condizioni: chiaro cambiamento di classe dirigente, riforma interna del partito e un programma politico forte».
Dimessosi Forlani, il 12 ottobre 1992 il Consiglio Nazionale della DC elesse per acclamazione nuovo segretario del partito Mino Martinazzoli, che si orientò subito per un rinnovo profondo della struttura partito che doveva dirigere. Quindici giorni dopo Rosa Russo Iervolino divenne presidente del Consiglio Nazionale in sostituzione di Ciriaco De Mita.
Il 2 dicembre successivo Franco Marini presentò un piano "per il rilancio organizzativo del partito all'insegna del rinnovamento" che prevedeva anche l'azzeramento del tesseramento. Lo scopo dichiarato era quello di costruire un nuovo partito che sapesse attirare sulla base di un programma e di un'idea, e non per il cosiddetto "spauracchio del comunismo" o perché partito di potere.
Vista la pesante sconfitta (dal 36 al 24% di voti) alle elezioni amministrative del 13 e 14 dicembre, la Direzione Nazionale DC affrettò il passo nel cammino del rinnovamento e su Il Popolo del 31 dicembre venne pubblicato il Manifesto di adesione alla DC.
Alla fine del gennaio 1993 Martinazzoli propose come meta una «Camaldoli 2», con riferimento al Codice di Camaldoli del 1943-1945 che tracciava idee e principi ai quali la DC più o meno si attenne nei decenni successivi.
Il 26 marzo venne approvato il Codice deontologico del democristiano, ma tre giorni dopo Mario Segni lasciò la DC per scetticismo sulla reale efficacia dell'operato di Martinazzoli.
Proprio in quei giorni di fine marzo del 1993 la Democrazia Cristiana subì un'ulteriore gravissimo colpo per via giudiziaria: a Palermo venne formalmente imputato per associazione mafiosa Giulio Andreotti, emblema vivente del partito, sempre al potere dalla sua nascita nel dopoguerra, più volte Presidente del Consiglio e guida di una corrente sempre decisiva per le scelte politiche a livello nazionale. Il processo ad Andreotti venne interpretato da alcuni osservatori come un processo a un'intera classe politica e a tutta la DC. Andreotti fu processato anche a Perugia per l'omicidio del giornalista Mino Pecorelli, di cui fu considerato il mandante dalla pubblica accusa. Il processo rappresentò un altro decisivo colpo per la sopravvivenza del partito. Lo stesso Mino Martinazzoli, come pure l'ex Presidente della Repubblica Francesco Cossiga, furono chiamati a testimoniare. Dopo l'assoluzione in primo grado nel 1999, Martinazzoli pronunciò una vera e propria filippica (che ricordava nei toni il "non ci processerete" di Aldo Moro all'epoca del processo per lo scandalo Lockheed) contro coloro che avevano voluto "riscrivere la storia d'Italia" con quel processo (riferimento non velato agli stessi magistrati palermitani e a esponenti politici che strumentalizzarono il processo), invitando gli accusatori a "chiedere scusa ad Andreotti" e indicando quest'ultimo come modello di comportamento. Dal canto suo, Cossiga dichiarò che il Procuratore capo Giancarlo Caselli si sarebbe dovuto dimettere.
Dopo il referendum abrogativo del 1993, appoggiato anche dalla DC, la legge elettorale fu riformata in senso maggioritario: mentre l'opinione pubblica sollecitava l'avvio di una Seconda Repubblica, la DC cercava di adeguarsi al nuovo clima politico.
Il 23 giugno al Giornale Radio 2, Martinazzoli azzardò l'idea di un nuovo partito da chiamare Centro Popolare. Il partito reagì male e il 25 giugno alla riunione della Direzione Nazionale del partito Martinazzoli smentì di voler sciogliere la DC e si dimise da segretario. Le sue dimissioni furono respinte all'unanimità e la Direzione Nazionale accordò nuovamente la fiducia sul progetto di rinnovamento della DC.
Nonostante la fiducia unanime al segretario Martinazzoli, all'interno della DC di quel periodo potevano distinguersi due aree, divise tra loro sulla linea e sulle alleanze politiche che la DC avrebbe dovuto perseguire. Un'area, rappresentata in maniera prevalente dalla segretaria regionale del Veneto Rosy Bindi, chiedeva un rinnovamento drastico del partito, che cominciasse a guardare più a sinistra, quindi a Achille Occhetto e al Partito Democratico della Sinistra così come a Mario Segni e a Alleanza Democratica. Un'altra area, a cui aderivano Pier Ferdinando Casini, Clemente Mastella, Ombretta Fumagalli Carulli e il capogruppo alla Camera dei deputati Gerardo Bianco, chiedeva invece un asse preferenziale con l'area laico-socialista, molto simile alla formula che aveva caratterizzato il Pentapartito.
Il 10 luglio Rosy Bindi insieme a tutta la DC veneta chiese da Abano Terme «una nuova formazione politica, democratica e popolare». L'area del partito vicina a Casini e Bianco criticò l'iniziativa di Bindi, vista come un'imposizione sostenuta da soggetti anche esterni alla DC. Il segretario Martinazzoli cercò di rasserenare il clima interno al partito affermando che «nessuna decisione, nessun fatto compiuto possono pregiudicare la pienezza delle deliberazioni che apparterranno, tutte e per tutti, all'assemblea nazionale».
Circa due settimane dopo, a Roma si tenne l'Assemblea programmatica costituente (23-26 luglio), nella quale Martinazzoli lanciò l'idea di aprire la «terza fase storica della tradizione cattolico-democratica» con «un partito nazionale di programma, fondato sul valore cristiano della solidarietà» da chiamare «Partito Popolare». Ad ascoltarlo erano presenti 500 persone divise a metà tra membri della DC e personalità del cattolicesimo e non solo.
L'Assemblea concluse i suoi lavori approvando un documento politico che dava un pieno mandato di fiducia a Martinazzoli di costruire un Partito Popolare sulle ceneri della DC. Unico a votare contro fu l'economista Ermanno Gorrieri, il quale l'11 settembre successivo lascerà la DC per fondare il Movimento dei Cristiano Sociali con Pierre Carniti, Paola Gaiotti, Luciano Guerzoni, Gianni Mattioli, Dario Franceschini, Laura Rozza, Luigi Viviani e altri sindacalisti ed ex-aclisti. La DC perdeva così con una scissione la sua sinistra.
Un mese dopo l'Assemblea programmatica, Martinazzoli fissò il mese di gennaio 1994 come data di fondazione del Partito Popolare.
Intanto continuava l'emorragia di voti: le elezioni amministrative del 21 e 22 novembre videro la DC attestarsi all'11,2% nei comuni sopra i quindicimila abitanti. La DC entrava in agitazione e il 24 Clemente Mastella chiese un congresso nazionale immediato nel quale si sarebbe candidato alla segreteria. Per Martinazzoli il congresso restava convocato per il 18 gennaio successivo, 75º anniversario della nascita del PPI di Luigi Sturzo.
Fu l'inizio di un mese intenso dove la convivenza delle varie componenti DC divenne sempre più difficile. Al centro del dibattito vi era la questione della linea politica che avrebbe dovuto tenere il futuro partito. Il 2 dicembre il capogruppo alla Camera dei deputati Gerardo Bianco chiese di andare verso «il filone liberal-democratico e del socialismo riformista» alleandosi con il Patto di Mario Segni. Il 16 dicembre Pier Ferdinando Casini e altri 75 centristi circa chiesero a Martinazzoli di «verificare la possibilità di creare un grande rassemblement popolare e moderato, che sia coerente con il nostro patrimonio di valori ideali e programmatici e che veda assieme cattolici e laici, compenetrando la dottrina sociale della Chiesa e la cultura liberal democratica». Intanto il 13 dicembre Rocco Buttiglione si era candidato alla guida del PPI.
Il 30 dicembre Casini e Mastella presentarono il loro progetto volto a ottenere un PPI nettamente contrapposto alla coalizione del PDS e per questo alleato della Lega Nord, del Patto Segni, dell'ancora non nata Forza Italia di Silvio Berlusconi ed eventualmente anche del nuovo MSI-Alleanza Nazionale di Gianfranco Fini.
Ma la corrente centrista di Casini e Mastella durò poco: nonostante la Lettera ai vescovi italiani sulle responsabilità dei cattolici nell'ora presente scritta il 6 gennaio 1994 (ma divulgata il 10) da papa Giovanni Paolo II, il 13 avvenne la spaccatura del partito. Quel giorno, infatti, Casini e Mastella rendono noti i propri coordinatori regionali alternativi a quelli nominati da Martinazzoli. Falliscono così gli ultimi tentativi di ricucire condotti da Ciriaco De Mita e da Francesco Cossiga.

### La scissione dei Cristiano Sociali
A luglio del 1993 nacque, come detto, la compagine dei Cristiano Sociali, fuoriuscita dalla DC di cui non condivise la progettata trasformazione in Partito Popolare Italiano. L'intento dei Cristiano Sociali, guidati da Pierre Carniti e Mimmo Lucà, fu quello di costituire una partecipazione del cristianesimo sociale e politico all'interno dello schieramento progressista che si andava formando per iniziativa di Achille Occhetto, segretario del PDS. I Cristiano Sociali fecero parte delle coalizioni di centrosinistra alle elezioni politiche del 1994 e del 1996 (L'Ulivo) sino allo scioglimento con la contestuale confluenza nel partito dei DS avvenuto nel 1998.

### La nascita del Partito Popolare Italiano
La mattina del 18 gennaio 1994 nasce il Centro Cristiano Democratico (CCD) di Casini e Mastella, il quale subito avvia colloqui con Berlusconi che proprio quello stesso giorno fonda il Movimento Politico Forza Italia.
Nel pomeriggio nasce invece il Partito Popolare Italiano (PPI) all'Istituto Sturzo.
Il giorno dopo i parlamentari DC aderiscono in massa al nuovo PPI, tranne 22 deputati che si dichiarano del CCD. L'Osservatore Romano auspica ancora «la ricomposizione e l'unità».
Con queste premesse, il 22 si tiene, presso il palazzo dei Congressi di Roma, l'Assemblea Costituente del nuovo Partito Popolare Italiano.
Il 29 gennaio il consiglio nazionale della DC scioglie il partito anche se tale scioglimento non aveva effetto giuridico, come dimostrato da una sentenza del 2010, e il 31 sarà riconosciuto al CCD il 15% del patrimonio DC. È del PPI «la prevalente utilizzazione dello scudo crociato».
Tutto ciò avviene alla vigilia delle elezioni politiche del 1994, indette per il 27 e 28 marzo. Coerentemente con quanto dichiarato in precedenza, Martinazzoli rifiuta l'idea di un'alleanza elettorale con Berlusconi, Bossi e Fini (17 febbraio) e lancia invece (25 febbraio) un polo centrista, il Patto per l'Italia, con Giuliano Amato, Giorgio La Malfa e Mario Segni, quest'ultimo candidato alla Presidenza del Consiglio.
Le elezioni sancirono una netta sconfitta per la coalizione di centro (11,1% per il PPI) e il 30 marzo Martinazzoli dà le dimissioni. Il 29 luglio il I Congresso Nazionale del PPI elegge segretario nazionale Rocco Buttiglione col 55% dei voti. Contraria la sinistra del partito (Martinazzoli compreso) che contrappose Giovanni Bianchi prima e Nicola Mancino poi. Bianchi diverrà comunque presidente del consiglio nazionale.

### La scissione del Centro Cristiano Democratico
Il partito fondato da Pier Ferdinando Casini e Clemente Mastella portò avanti, nei suoi anni di operatività compresi tra il 1994 e il 2002, una linea politica di costante alleanza con i partiti del centrodestra (Forza Italia, Alleanza Nazionale e Lega Nord), contribuendo alla vittoria elettorale del 1994 con la nascita del primo Governo Berlusconi, nel quale Mastella ricoprì l'incarico di Ministro del Lavoro e Francesco D'Onofrio quello di Ministro della Pubblica Istruzione. Fece opposizione ai governi Dini, Prodi I, D'Alema I e II e Amato II, tornando alla vittoria col centrodestra nel 2001 e appoggiando il nuovo Governo Berlusconi. In questa legislatura Casini fu eletto Presidente della Camera. L'esperienza politica del CCD si concluse nel 2002 con la fusione con CDU e DE che diede vita all'UDC. Segretari del CCD furono Pier Ferdinando Casini e Marco Follini.

## La scissione del Partito Popolare Italiano in due partiti: il CDU e i Popolari (1995)

### La questione del collocamento del PPI nel nuovo bipolarismo italiano
Fallito il polo centrista e caduto il Governo Berlusconi I (21 dicembre 1994), restò irrisolta la collocazione del PPI nel nuovo bipolarismo italiano. Il CCD invece confermò la piena adesione al Polo delle Libertà di Berlusconi.
I maggiorenti della sinistra del partito (Bianchi, Bindi, Mattarella, Andreatta, Iervolino e altri) iniziarono unilateralmente a trattare per un sostegno alla candidatura di Prodi alla guida del governo, forzando in tal modo i deliberati congressuali.
Buttiglione reagì, intavolando trattative sul versante opposto. Il 27 gennaio 1995 si presentò al congresso di scioglimento del Movimento Sociale Italiano e di fondazione di Alleanza Nazionale. Una parte del PPI insorse, vedendo tradite le radici antifasciste della cultura democristiana, ma il 30 Buttiglione rilanciò la sua linea, suggerendo al PPI di «valutare il ragionevole rischio di allearsi con Alleanza Nazionale fin dalle successive elezioni regionali».
Il 2 febbraio i capigruppo Andreatta e Mancino e il presidente Bianchi formalizzarono la candidatura di Prodi alla guida di uno schieramento di centrosinistra. L'iniziativa venne però censurata dalla dirigenza del PPI, che deferì i tre al Collegio dei probiviri.
In vista delle amministrative del 23 aprile 1995, Buttiglione firmò l'8 marzo un accordo elettorale col Polo. L'accordo però venne respinto tre giorni dopo dal Consiglio Nazionale del partito con 102 voti contro 99. Su quel voto Buttiglione aveva posto la questione di fiducia, ma rifiutò comunque di dimettersi perché constatò l'irregolarità del voto del Cn, non avendo il presidente Bianchi ammesso al voto quattro consiglieri sospesi dal partito perché indagati dalla magistratura e ammesso invece tre consiglieri sospesi dai probiviri.
Buttiglione fece dunque ricorso ai probiviri, che il 14 marzo lo accolsero con 5 voti a favore, tre contrari e un astenuto. Due giorni dopo però il Cn, presente al 53%, elesse all'unanimità nuovo segretario Gerardo Bianco. Buttiglione risponde espellendo i 114 consiglieri che hanno partecipato all'elezione di Bianco. Da questo momento in poi operarono due soggetti politici che si facevano chiamare PPI, l'uno di Bianco e l'altro di Buttiglione: il primo fondato sulla delibera del Cn annullata dai probiviri, il secondo sugli esiti del Congresso nazionale del 1994.
Nel contesto del conflitto interno al PPI si registrò un significativo intervento del presidente della Conferenza Episcopale Italiana, il cardinale Camillo Ruini, il quale dichiarò il 27 marzo a Loreto: «eventi recentissimi e dolorosi hanno condotto ad un'ulteriore e più grave frattura nella rappresentanza politica che fa riferimento all'ispirazione cristiana. È andato così ancora più avanti e sembra praticamente giunto a compimento quel processo che, nell'arco di alcuni anni, ha visto declinare l'impegno unitario organizzato dei cattolici italiani in ambito politico».
Alle elezioni amministrative la fazione bianchiana fu costretta a presentarsi con un nuovo simbolo (un gonfalone con scritto popolari), mentre il PPI di Buttiglione si presentò in una lista unica con Forza Italia denominata Polo Popolare.
Il 3 giugno il Tribunale civile di Roma, riconobbe la regolarità di alcune delibere del Consiglio Nazionale e annullò le espulsioni e sospensioni decretate da Buttiglione, confermando peraltro che il segretario del PPI era quest'ultimo e non Bianco, la cui elezione era invalida e priva di effetti.
Il 24 giugno venne finalmente ricomposto il contenzioso pendente tra le due porzioni del PPI (gli espulsi di Gerardo Bianco e i legittimati congressuali di Rocco Buttiglione). A Cannes - grazie ai buoni uffici del presidente del Partito Popolare Europeo Wilfried Martens e alla benevola rinuncia "pro bono pacis" ad alcuni diritti da parte di Buttiglione a favore di Bianco - il leader popolare Buttiglione e il suo antagonista Bianco si accordarono in questi termini: alla fazione bianchiana furono assegnati il nome del partito e il quotidiano Il Popolo, mentre il simbolo dello scudocrociato col settimanale La Discussione furono assegnati a Buttiglione, che si impegnò ad attribuire un nuovo nome alla porzione di PPI a lui facente capo. Entrambe le porzioni di Partito popolare furono ammesse nell'Internazionale democristiana.
Il 1º luglio il congresso dei bianchiani elesse all'unanimità Bianco come segretario della porzione di partito facente a lui riferimento, che poté assumere il nome di "Partito Popolare Italiano". Venne anche approvato, con qualche rammarico, il nuovo simbolo del gonfalone crociato e gli accordi di Cannes..
Il 23 luglio 1995 Buttiglione denominò invece Cristiani Democratici Uniti la porzione del partito facente a lui riferimento e titolare del simbolo dello "Scudo crociato".
Da quel momento le due porzioni del vecchio PPI unitario proseguirono come partiti distinti la loro storia, che si concluderà per entrambi (come pure per il CCD, altra costola della vecchia Dc) nel 2002, quando il nuovo PPI confluirà nel partito della Margherita e il CDU, fondendosi con il CCD e con DE, darà vita a un nuovo partito, l'Unione dei Democratici Cristiani e di Centro.

### Il nuovo PPI del gonfalone
Il neonato PPI del gonfalone, guidato inizialmente da Gerardo Bianco, si collocò immediatamente nell'area politica del centrosinistra, ivi permanendo sino alla confluenza nel nuovo partito La Margherita, avvenuta nel 2002. Contribuì alla vittoria elettorale dell'Ulivo nel 1996 e alla successiva formazione dei governi presieduti da Romano Prodi, Massimo D'Alema e Giuliano Amato, sino alla sconfitta elettorale del centrosinistra nel 2001. Tra il 2001 e il 2002 (anno in cui confluì nella Margherita) il PPI fece opposizione al secondo governo Berlusconi.
Negli anni di attività (1995-2002) il PPI riuscì a fare eleggere alla presidenza del Senato Nicola Mancino e a far nominare ministri i suoi esponenti Beniamino Andreatta (Difesa), Michele Pinto (Risorse agricole), Rosy Bindi (Sanità), Rosa Russo Iervolino (Interno), Enrico Micheli (Sottosegretario alla Presidenza del Consiglio; Lavori pubblici), Ortensio Zecchino (Università, Istruzione e Ricerca scientifica), Sergio Mattarella (Difesa), Enrico Letta (Industria, Commercio e Artigianato; Commercio Estero), Patrizia Toia (Rapporti col Parlamento), Salvatore Cardinale (Comunicazioni). I segretari del partito, dopo Gerardo Bianco, furono Franco Marini e Pierluigi Castagnetti.

### I Cristiani Democratici Uniti
Più articolata fu la traiettoria politica disegnata dal CDU, partito nato dagli accordi di Cannes e guidato da Rocco Buttiglione. Collocatosi inizialmente (come naturale prosecuzione della battaglia condotta all'interno del PPI unitario) nell'alleanza di centrodestra e ottenuta nel 1995 l'elezione di Roberto Formigoni alla presidenza della Regione Lombardia, presentò liste comuni col CCD alle elezioni politiche del 1996, cui si affiancò in un unico gruppo parlamentare anche nell'opposizione al primo governo presieduto da Prodi dopo la vittoria dell'Ulivo. Nel 1998, però, Buttiglione guidò il CDU ad aderire al progetto politico pensato dall'ex Capo dello Stato Francesco Cossiga, il quale diede vita a una nuova compagine, l'UDR, la cui segreteria venne affidata a Clemente Mastella, nel frattempo uscito dal CCD. In tal modo il partito di Buttiglione si trovò a sostenere la nascita del primo governo presieduto da Massimo D'Alema, che poté ottenere la fiducia al Senato proprio grazie ai voti dell'UDR, che sostituì nella maggioranza Rifondazione Comunista che ne era uscita. Nel governo D'Alema fu nominato ministro anche l'esponente del CDU Gian Guido Folloni. Tale passaggio politico produsse reazioni all'interno del CDU e dell'UDR: Roberto Formigoni non accettò di far parte di una maggioranza di centrosinistra e abbandonò l'UDR e il CDU fondando insieme a Raffaele Fitto e altri il movimento politico dei Cristiano Democratici per la Libertà, che recuperarono l'alleanza con il centrodestra. Successivamente però Buttiglione tornò sui suoi passi: nel 1999 il CDU abbandonò l'alleanza con l'UDR e tornò a operare come soggetto politico distinto, presentando proprie liste alle elezioni europee dello stesso anno, nelle quali Buttiglione fu anche eletto al Parlamento europeo. Qualche tempo dopo il CDU ritirò il sostegno alla maggioranza di centrosinistra, motivando il gesto con il rifiuto degli alleati di appoggiare il progetto del CDU sulla riforma scolastica. Tornato all'opposizione, il CDU riattivò l'alleanza col centrodestra, presentandosi insieme alla Casa delle Libertà e alla Lega Nord alle elezioni del 2001. Vinte le elezioni, il CDU entrò a far parte del secondo governo Berlusconi, nel quale lo stesso Buttiglione ricoprì l'incarico di Ministro per le Politiche comunitarie. Il CDU terminò la sua esperienza nel 2002 fondendosi con CCD e DE nella nuova compagine dell'UDC.

## I partiti nati dalla diaspora democristiana

### Partiti politici del passato

#### La Democrazia Cristiana di Flaminio Piccoli (1997)
Un gruppo di democristiani contrari alla dissoluzione del partito si organizzò in associazioni che avevano l'intenzione di mantenere viva l'ispirazione democristiana. Tra questi Flaminio Piccoli, il quale, con Giuseppe Alessi e Giuseppe Pizza, rifondò nel 1997 la "Democrazia Cristiana", impegnandosi in una lunga controversia giudiziaria sull'uso del nome e del simbolo del partito democristiano e sulla gestione del patrimonio immobiliare della DC. Nel 2000, alle elezioni regionali, il partito si presentò sotto le insegne del Partito Democratico Cristiano, per aggirare il divieto di presentarsi con il nome storico della DC. Dopo la morte di Piccoli, una parte del partito, guidata da Carlo Senaldi, si riorganizza con la denominazione di Rinascita della Democrazia Cristiana, mentre un'altra proseuge la propria attività con la denominazione di Partito Democratico Cristiano.
Democrazia Cristiana Storica del Presidente Lucio Mastromatteo e del Segretario Nazionale Franco Ferrari nasce nel 2023.

#### I Cristiano Democratici per la Repubblica (1998)
Il 1998 vide il sorgere del progetto centrista ispirato dall'ex Presidente della Repubblica Francesco Cossiga. Al progetto si mostrarono interessati anche alcuni esponenti del CCD con in testa Clemente Mastella e Salvatore Cardinale, i quali, su suggerimento di Cossiga, diedero vita a una nuova compagine di ispirazione cristiana, il CDR che vivrà solo nel 1998, costituendo in quello stesso anno, col CDU e altre componenti laiche, l'UDR.

#### I Cristiani Democratici per la Libertà di Roberto Formigoni (1998)
Come detto, la decisione dell'UDR (comprendente nel suo seno il CDU) di appoggiare la nascita del primo governo D'Alema determinò nel 1998 una scissione all'interno della compagine cristiano democratica. Roberto Formigoni (presidente della Regione Lombardia) e Raffaele Fitto guidarono la costituzione della nuova compagine denominata Cristiani Democratici per la Libertà, che già dal nome manifestava la chiara intenzione di allearsi e coordinarsi con la Casa delle Libertà, l'alleanza di centrodestra guidata da Silvio Berlusconi. Dopo aver formato liste comuni col CCD alle elezioni amministrative del 1998, il CDL si federò in seguito con Forza Italia, per poi fondersi in essa e terminare la propria vicenda politica nel 2001.

#### L'UDEUR di Clemente Mastella (1999)
Nel 1999 Clemente Mastella (già esponente DC, CCD, UDR) fondò l'Unione Democratici per l'Europa (UDEUR), che successivamente assunse le denominazioni di "Alleanza Popolare - UDEUR", "Popolari UDEUR", "Popolari per il Sud" e "UDEUR - Popolari per il Sud". Dopo la fine dell'esperienza dell'UDR, inventata da Francesco Cossiga, che aveva coinvolto il CDU di Buttiglione e altre formazioni liberali e nella quale Mastella svolse il ruolo di segretario, esperienza che si rivelò determinante per la prosecuzione della XIII legislatura con la formazione del primo governo D'Alema, Mastella diede vita a una nuova compagine politica ispirata alla tradizione del cristianesimo democratico, tendenzialmente collocata al centro dello schieramento politico italiano e che conobbe vicende e alleanze differenti. Mastella avrebbe voluto proseguire l'attività politica dell'UDR, ma le controversie giudiziarie sull'uso del nome e del simbolo lo indussero a dar vita a una nuova formazione dal nome molto simile al precedente. L'Udeur alla fine del 1999 entrò a far parte della composita maggioranza che sostenne il secondo governo presieduto da D'Alema ottenendo anche un ministero per Agazio Loiero (Rapporti col Parlamento), e per Salvatore Cardinale (Comunicazioni). L'alleanza col centrosinistra proseguì sino al termine della legislatura e l'UDEUR appoggiò anche il secondo governo Amato del quale pure entrò a far parte con Loiero agli affari regionali. La XIV legislatura (2001-2006), interamente governata da Berlusconi, vide l'UDEUR (poi Popolari UDEUR) all'opposizione insieme alle forze del centrosinistra. Nel luglio 2002, quando la Margherita decise effettivamente di costituirsi come partito unico, l'UDEUR non vi aderì, abbandonando i gruppi parlamentari unitari. Nel 2005 fu costruita una nuova coalizione elettorale, L'Unione. Mastella, in cambio della partecipazione all'Unione, chiese la candidatura in una delle grandi regioni del Sud nel 2005, ma la sua richiesta non trovò ascolto, dando così inizio alle turbolenze in un'alleanza mai serena. Dopo il buon esito delle amministrative del 2005, L'Unione si presentò anche alle politiche del 2006, dove prevalse di strettissima misura (+0,7%) sulla Casa delle Libertà. Nacque così il secondo governo Prodi, nel quale Mastella fu Ministro della Giustizia. Prodi incontrò sin dall'inizio fortissime difficoltà a causa delle tensioni continue all'interno della sua variegata maggioranza, che andava da Rifondazione Comunista ad, appunto, i Popolari UDEUR. Dopo diverse polemiche e contrasti interni alla maggioranza, alimentati soprattutto dal leader comunista e Presidente della Camera Bertinotti, furono però proprio i Popolari UDEUR di Mastella a determinare la fine del governo Prodi e della legislatura. Dimessosi da Ministro della Giustizia a causa di un'inchiesta che vide coinvolta la moglie, Mastella portò i Popolari UDEUR all'appoggio esterno al Governo, uscendone poi a gennaio del 2008 in polemica per le scelte degli alleati sulla riforma elettorale e anche per non aver ottenuto la richiesta solidarietà per la vicenda giudiziaria che lo interessava. Dopo varie votazioni di fiducia vinte per un soffio, il governo Prodi cadde, col voto contrario dei Popolari UDEUR, il 23 gennaio 2008 e si dovette quindi andare alle elezioni anticipate alle quali i Popolari UDEUR, dopo un tentativo di alleanza con l'UdC, non si presentò. 
Dopo l'uscita dall'alleanza di centrosinistra, i Popolari UDEUR si presentarono alle regionali nel 2008 con l'UdC, alle amministrative e alle europee nel 2009 e alle regionali del 2010 con il PdL. Nel 2010 i Popolari UDEUR si trasformarono in Popolari per il Sud e nel 2011 in UDEUR Popolari per il Sud. In quest'anno l'UDEUR Popolari per il Sud avviò una collaborazione coi partiti del neonato Terzo Polo (UdC, FLI, API partecipando ad alcune competizioni elettorali regionali e locali sia nel 2011 che nel 2012. In occasione delle elezioni politiche del 2013 non riuscì a presentare alcuna lista né ad allearsi con centrodestra, finché, dopo un'ultima a presenza alle regionali in Molise del 2013, nel novembre dello stesso anno il partito confluì in Forza Italia e si sciolse.

#### La Rinascita della Democrazia Cristiana di Carlo Senaldi (2000)
Dopo la morte di Flaminio Piccoli avvenuta nel 2000, Carlo Senaldi assunse la presidenza della "Rinascita della Democrazia Cristiana", il quale la fece confluire nel 2005 nella Democrazia Cristiana per le Autonomie e la fuse nel 2012 con la "Democrazia Cristiana" guidata da Angelo Sandri, sancendone l'estinzione.
Il 17 dicembre 1997 Flaminio Piccoli ed altri ex esponenti della storica DC fondarono un nuovo partito sempre denominato Democrazia Cristiana.
La DC si presentò in alcune consultazioni amministrative, spesso con propri candidati inseriti nelle liste di Forza Italia o sotto liste dal nome e dal simbolo di ispirazione neo-democristiana.
Nel 2000, alle elezioni regionali, il partito si presentò sotto il nome di Partito Democratico Cristiano, per aggirare il divieto di presentarsi con il nome storico della DC.
Con la morte del fondatore Piccoli nell'aprile 2000 il movimento si divide in varie anime.
Da una parte Carlo Senaldi assume la guida della Rinascita della Democrazia Cristiana, che in occasione delle elezioni politiche del 2001 si schiera con Sergio D'Antoni e la sua lista di centro alternativa ai due poli Democrazia Europea (sostenuta anche da Giulio Andreotti, Ortensio Zecchino e Emilio Colombo). Il segretario nazionale (organizzativo) Angelo Sandri viene candidato in un collegio della Camera in Friuli, dove il movimento si presenta anche alle elezioni provinciali di quello stesso anno. Un'altra parte, guidata da Alfredo Vito, continua a utilizzare il nome e il simbolo del Partito Democratico Cristiano e sceglie una stretta collaborazione col centro-destra (con il quale è alleato alle politiche del 2001) fino a confluire in Forza Italia.
Le diatribe tra neo-democristiani hanno portato anche ad un'effimera ricostituzione del movimento da parte dell'ultimo segretario Carlo Senaldi che nel maggio 2002 si è presentato alle elezioni amministrative come candidato alla presidenza della Provincia di Varese col sostegno di RDC raccogliendo l'1,9% dei consensi. Nella stessa tornata RDC presenta candidati con proprie liste autonome anche a Cosenza, con il centrodestra a Borgomanero (NO).
Nel giugno 2002 l'assemblea della ricostituita Democrazia Cristiana nominò Carlo Senaldi alla Presidenza del partito, mentre il friulano Angelo Sandri ne venne nominato segretario.
Successivamente RDC, diventata espressione quasi personale di Senaldi, che in qualità di ultimo presidente ne aveva la titolarità giuridica, nel 2005 è confluita nella Democrazia Cristiana per le Autonomie di Gianfranco Rotondi (sotto le cui insegne Senaldi è stato candidato per le provinciali di Varese nel 2007).
Il 18 ottobre 2010 Senaldi nomina Norbert Ciuccariello quale Segretario Regionale del Piemonte. Nel 2012 RDC si riunifica alla Democrazia Cristiana di Angelo Sandri e Senaldi viene eletto presidente della nuova Democrazia Cristiana unificata.

#### Il Partito Democratico Cristiano di Giovanni Prandini (2000)
L'ex ministro Giovanni Prandini insieme ad altri esponenti della Democrazia Cristiana fondata da Flaminio Piccoli diedero vita nel 2000 al Partito Democratico Cristiano, che si alleò dapprima con Forza Italia confluendovi poi nel 2002. Tornò quindi a operare in autonomia nel 2005 cambiando radicalmente posizionamento politico e alleandosi con L'Unione. Partecipò poi nel 2008 alla costituzione dell'Unione di Centro per poi appoggiare nel 2013 l'alleanza di centrodestra in polemica con l'UdC. Nel 2013 il PDC confluì nuovamente in Forza Italia.

#### La Rifondazione DC di Publio Fiori (2006)
Publio Fiori, già esponente della DC e di Alleanza Nazionale, ministro dei trasporti nel primo Governo Berlusconi, abbandonò nel 2005 AN in polemica con la decisione del suo segretario Gianfranco Fini di appoggiare i referendum abrogativi della legge 40/2004 sulla procreazione medicalmente assistita. Nel 2006 Fiori fondò il movimento politico Rifondazione DC, mentre nel 2009 promosse la costituzione dell'associazione Rinascita Popolare, con l'obiettivo di coordinare le iniziative delle forze di ispirazione democristiana. Il 23 ottobre 2011, il consiglio nazionale di Rinascita Popolare, deliberarono la trasformazione del movimento in un partito politico, con l'intento di ricomporre l'arcipelago cattolico in uno schieramento unitario.

#### La Rosa Bianca di Savino Pezzotta (2008)
Nel febbraio 2008, Bruno Tabacci e Mario Baccini, in seguito alla loro fuoriuscita dall'Unione dei Democratici Cristiani e di Centro, fondarono insieme a Savino Pezzotta il Movimento Federativo Civico Popolare, meglio noto come Rosa Bianca o Rosa per l'Italia. Il 28 febbraio 2008 il partito stipula un accordo con l'UDC per costruire una lista unitaria di centro, con Pier Ferdinando Casini candidato premier. Il progetto è definito "Unione di Centro". In seguito a questa decisione e ad alcuni contrasti relativi alle candidature l'11 marzo 2008 Gerardo Bianco e Alberto Monticone di Italia Popolare lasciano il movimento. Baccini lascerà poco dopo le elezioni politiche in Italia del 2008, seguito da Tabacci. 
Il 17 gennaio 2013 la Rosa Bianca annuncia l'uscita dall'Unione di Centro e l'adesione al Gruppo misto della Camera di Pezzotta.

#### La Federazione dei Cristiano Popolari di Mario Baccini (2008)
La frammentazione del mondo democristiano proseguì nel 2008, quando l'ex esponente della DC, del CCD, dell'UDC, della Rosa per l'Italia e dell'UdC Mario Baccini, non avendo condiviso la separazione dell'UdC dal centrodestra, fondò il movimento denominato Federazione dei Cristiano Popolari, che si collocò nell'alleanza di centro destra, partecipando anche alla fondazione del PdL. Nel 2013 aderì al Nuovo Centrodestra e si sciolse.

#### I Popolari Liberali di Carlo Giovanardi (2008)
Nel 2008, in contrasto con la decisione dell'UDC di abbandonare l'alleanza con il centrodestra, Carlo Giovanardi fondò i Popolari Liberali che si allearono con Il Popolo della Libertà, diventandone una corrente. Giovanardi nel 2013 aderì al Nuovo Centrodestra e i Popolari liberali ne divennero una corrente, fino a novembre del 2015, quando Giovanardi annunciò la decisione di abbandonare il NCD per tentare di costruire un'area popolare marcatamente alternativa alla sinistra. Così i popolari liberali cessarono di sostenere il governo Renzi passando all'opposizione e divenendo una corrente del neonato movimento politico chiamato "Idea", guidato dall'ex ministro ed ex esponente di Forza Italia e NCD Gaetano Quagliariello.

#### La Confederazione dei Democristiani e di Centro (2008)
Nel giugno 2008, la Democrazia Cristiana di Sandri promuove un'iniziativa di coordinamento tra i partiti, i movimenti e le associazioni che si ricollegano direttamente alla tradizione della Democrazia Cristiana. Al progetto prendono parte: "Alleanza Cristiana" di Aldo Corazzi; l'"Associazione dei Democratici Cristiani" di Mario Bertone; il "Movimento Cattolici per l'Italia" di Paolo Majolino; "Democrazia Cristiana Europea" di Giovanni Ottaviani; "Democrazia e Partecipazione" di Egidio Pedrini; il "Movimento Italiano Diritti Civili"; il "Movimento Democratico Liberi e Forti"; il "Movimento per la Sovranità Popolare"; il "Movimento Pensionati d'Italia"; il "Movimento Solidarietà, Giustizia e Pace" di Piero Pirovano; il movimento "No Privilegi politici" di Silvano Giometto; la "Nuova Democrazia Cristiana" di Salvatore Platania; il "Partito dell'Alleanza" di Sante Pisani; il Partito Democratico Cristiano di Giovanni Prandini; "Rifondazione DC" di Publio Fiori; il movimento "Fermiamo le banche" di Alfonso Luigi Marra.

#### La Democrazia Cristiana di Giuseppe Pizza (2002)
Le vicende giudiziarie ebbero una svolta con una sentenza del settembre 2006, che affermò che la DC, giuridicamente parlando, non venne mai sciolta, in quanto "una tale deliberazione non è mai stata assunta dal Congresso Nazionale del partito, unico organo statutario deputato a questo compito". In base a questa sentenza, Giuseppe Pizza e Aniello Di Vuolo si appropriarono del nome "Democrazia Cristiana" e del simbolo costituito da uno scudo crociato con scritta "Libertas". Nel 2006 il nuovo partito di Pizza (nel frattempo divenuto Segretario Nazionale) si alleò con L'Unione di Romano Prodi. Dopo le elezioni Pizza, risentito per non aver ottenuto alcun incarico di governo per il suo movimento, ruppe l'alleanza con l'Unione e si alleò col Popolo della Libertà di Silvio Berlusconi, riuscendo finalmente a ottenere per sé, dopo le elezioni politiche del 2008, il sospirato incarico di sottosegretario all'istruzione. Il movimento pizziano celebrò i propri congressi in asserita continuità con quelli della DC storica tenutisi sino al diciottesimo nel 1989, svolgendo pertanto il "XIX", "XX" e "XXI" congresso.
Confluì nel 2013 in Forza Italia.

#### La Democrazia Cristiana di Annamaria Ciammetti (2014)
Come detto, alcuni consiglieri nazionali della DC guidata da Angelo Sandri convocarono per il 5 luglio 2014 il parlamentino del partito e deliberarono la sfiducia a Sandri nominando al contempo commissario straordinario la presidente del partito Annamaria Ciammetti. Angelo Sandri però reagì immediatamente, convocando la Direzione nazionale per il successivo 12 luglio, dichiarando illegittima la convocazione del Consiglio Nazionale da parte dei dissidenti ed espellendoli dal partito. Da quel momento, pertanto, i sostenitori della Ciammetti continuarono la loro attività politica al di fuori della DC sandriana, come forza politica distinta.

### Partiti politici attuali

#### L'Unione dei Democratici Cristiani e Democratici di Centro (2002)
Come si è visto, dalla fusione avvenuta nel 2002 fra il CDU di Buttiglione, il CCD di Casini e la DE di D'Antoni nacque un nuovo partito, l'UDC, che portò avanti la sua azione politica nell'ambito della coalizione di centrodestra (sostenendo il terzo governo Berlusconi- nel quale Buttiglione fu Ministro dei Beni Culturali, Mario Baccini della Funzione Pubblica e Carlo Giovanardi dei Rapporti con il Parlamento - e portando avanti l'opposizione al secondo governo presieduto da Prodi) sino a una nuova fusione (avvenuta nel 2009) tra l'UDC e la Rosa per l'Italia di Savino Pezzotta (oltre ad altre formazioni minori di matrice liberale) da cui nacque un altro partito denominato Unione di Centro (UdC). Tale formazione si separò definitivamente dagli alleati di centrodestra, dopo che già aveva presentato liste proprie sotto il nome di Unione di Centro alle elezioni politiche del 2008 e si era collocata all'opposizione del nuovo Governo Berlusconi nel tentativo di ricreare uno schieramento centrista soprattutto in polemica con la Lega Nord. Nel 2011 l'UdC appoggiò la nascita del Governo Monti, alleandosi alle elezioni politiche del 2013 con la Scelta Civica fondata e guidata dallo stesso premier. Nel 2013 l'UdC contribuì alla formazione del Governo Letta e nel 2014 a quella del Governo Renzi. Nel frattempo si era consumata la rottura dell'alleanza politico-parlamentare coi montiani e si era invece registrato un riavvicinamento con Silvio Berlusconi. Segretari dell'UDC furono Marco Follini e Lorenzo Cesa. Quest'ultimo fu poi eletto anche segretario dell'UdC.

#### La Democrazia Cristiana di Angelo Sandri (2004)
A seguito dell'insuccesso ottenuto dalla lista Paese Nuovo alle elezioni europee del 2004, una minuta parte dell'Assemblea nazionale degli iscritti della "Democrazia Cristiana" sfiduciò Giuseppe Pizza dall'incarico di segretario del partito e nominò Angelo Sandri coordinatore nazionale. Pizza continuò tuttavia a ritenersi segretario in carica del partito in virtù della sua elezione avvenuta nel XIX congresso del 2003 ed espulse Sandri per aver compiuto e continuato a compiere gravi violazioni dei doveri morali e politici. Sandri fondò così la "Democrazia Cristiana-Scudo Crociato-Libertas".
Durante il "XX" congresso della DC tenutosi a Trieste il 29-30 aprile 2005 Angelo Sandri venne confermato all'unanimità Segretario politico nazionale del partito.
Nel 2006, il Tribunale di Roma, dovendo esprimersi su un ricorso presentato dall'UDC nel 2003 contro la DC, estromise la DC di Sandri dal contenzioso e ritenne che DC di Pizza fosse «unico soggetto legittimato per parte attrice» (sentenza n. 19381 del 2006, cd. "sentenza Manzo"), considerando di fatto l'atteggiamento di Sandri e di chi lo ha eletto coordinatore nazionale e poi segretario al pari di una scissione.
Nel "XXI" congresso della DC tenutosi a Milano nei giorni 7-8 febbraio 2009 a Milano, Sandri venne confermato segretario del partito all'unanimità.
Nel 2012 la Rinascita della Democrazia Cristiana si riunificò alla Democrazia Cristiana - Terzo Polo di Centro e Carlo Senaldi venne eletto presidente nazionale della Democrazia Cristiana unificata.
In vista delle elezioni politiche del 2006, mentre la DC di Pizza appoggiava la coalizione di Prodi, la DC di Sandri sostenne l'alleanza di Berlusconi e partecipò alla costruzione di una lista comune con il movimento Italia di Nuovo di Maurizio Scelli. La formazione, denominata "Confederazione Di Centro", presentò il proprio simbolo ma non riuscì tuttavia a raccogliere le firme necessarie alla presentazione delle liste e quindi non si presentò alle elezioni.
In occasione delle elezioni politiche del 2013 la DC di Sandri presentò i propri candidati all'interno del movimento Intesa Popolare di Giampiero Catone.
Durante il "XXII" congresso della DC tenutosi a Perugia nei giorni 14-15 dicembre 2013, Sandri venne nuovamente confermato all'unanimità segretario del partito.
Il 5 luglio 2014 alcuni consiglieri autoconvocarono il Consiglio Nazionale del partito e deliberarono la sfiducia a Sandri con soli 4 voti contrari, dichiarando destituito il segretario e affidando il partito alla gestione commissariale della Presidente del partito Anna Ciammetti. Immediata fu la reazione di Angelo Sandri, che convocò per il 12 luglio la Direzione nazionale del partito, la quale dichiarò illegittima la convocazione del Consiglio Nazionale e invalide le delibere assunte, espulse la Ciammetti e gli altri autoconvocati dissidenti e confermò Sandri nel ruolo di segretario, nominando Filippo Marino nuovo presidente del partito al posto della Ciammetti.
In vista delle elezioni politiche anticipate del 25 settembre 2022, ad agosto il comitato di coordinamento nazionale della DC di Angelo Sandri approva l'intesa con la lista noi Di Centro - Europeisti di Clemente Mastella e Raffaele Fantetti che tuttavia raccoglie lo 0,16% senza eleggere deputati.
Alle elezioni regionali in Lombardia del 2023 il dirigente della DC di Sandri Jacopo Dozio è eletto consigliere regionale con sole 93 preferenze all'interno della Lista Fontana in Provincia di Monza - Brianza.
Alle comunali di maggio la DC di Sandri appoggia Michele Battiloro come candidato sindaco a Torre del Greco dando mandato ai legali del partito di procedere nei confronti della nuova DC di Antonio Cirillo nata a febbraio. La lista "Democratici Cristiani" prende solo lo 0,3%. Invece a Catania la DC di Sandri inserisce alcuni candidati nella lista civica di Lanfranco Zappalà che si ferma al 2%.
Ad ottobre il consigliere regionale della Lombardia Jacopo Dozio passa a Forza Italia.
Angelo Sandri viene poi rieletto segretario nel corso del XXIV Congresso nazionale D.C. tenutosi a Roma il 15/16 dicembre dello stesso anno.
Nell'aprile del 2024 Totò Cuffaro e Angelo Sandri si incontrano Roma "per sottoscrivere un accordo volto ad intraprendere un processo politico di riunificazione della Dc, che si incentra sulla riconferma della denominazione del partito Democrazia Cristiana, sulla connessione tra denominazione e simbolo storico scudo-crociato, nella vigenza dello statuto storico della Dc"; i due lanciano inoltre auspicano che "al più presto questo percorso di riunificazione possa estendersi all'Udc di Lorenzo Cesa, alla Dc di Gianfranco Rotondi e a tutte le altre componenti democristiane presenti sulla scena politica italiana".

#### Le varie esperienze di Rotondi (2004)
Tra il 2004 e il 2009 operò anche una compagine politica denominata Democrazia Cristiana per le Autonomie fondata e diretta da Gianfranco Rotondi, ex esponente della DC, del PPI e del CDU. La DCA svolse peraltro sempre azione politica satellitare rispetto al PdL, fino alla definitiva confluenza in questo partito nel 2008 e al conseguente scioglimento nel 2009. Rotondi fu Ministro per l'attuazione del programma di governo nel quarto governo Berlusconi.
Nel 2015, dopo lo scioglimento del PdL, il partito viene riattivato con la denominazione Rivoluzione Cristiana. Rotondi rimase comunque deputato nelle file del gruppo di Forza Italia.
Il 7 luglio 2018 Rotondi viene nominato presidente nazionale della Federazione Popolare dei Democratici Cristiani, riassemblamento alcuni movimenti e/o partiti ispirati allo scudo crociato e alla tradizione democratico-cristiana. Angelo Sandri viene nominato vicepresidente vicario e Franco De Simoni vicepresidente. Secondo Rotondi, il suo partito era titolato a utilizzare la denominazione "Democrazia Cristiana" avendo partecipato alle elezioni politiche suppletive del 2005 e alle elezioni politiche del 2006.
Il progetto federativo, tuttavia, non decolla per l'indisponibilità dell'Unione di Centro e del Centro Democratico di aderirvi. Rotondi sospende quindi nuovamente le attività della sua DC, affidandone il patrimonio alla Fondazione Fiorentino Sullo (la quale viene rinominata Fondazione Democrazia Cristiana).
Nel luglio 2021, all'indomani della costituzione di Europa Verde, Gianfranco Rotondi presenta insieme a Paola Balducci la nuova associazione di ispirazione ambientalista e democristiana "Verde è Popolare", in continuità con la sua DC.
In vista delle elezioni del 2022, Rotondi annuncia che "Verde è Popolare" sosterrà Giorgia Meloni. Rotondi risulta eletto all'uninominale con il 32,91%, pari a 60.663 voti, avendo la meglio sull'avversario del centro-sinistra Maurizio Petracca per 5.000 voti (30,01%) e sul candidato del Movimento 5 Stelle Michele Gubitosa (25,88%).
Alla fine del mese di febbraio 2023 Rotondi annuncia che è stata raggiunta un'intesa con Lorenzo Cesa e Antonio De Poli per riunificare i due partiti democristiani del centrodestra, l'UdC e Verde è Popolare con "l'ipotesi di riassumere la denominazione Democrazia cristiana in modo da coinvolgere anche i numerosi partiti che negli ultimi anni hanno provato a riattivare la Dc storica".
Successivamente Rotondi, sostenendo che la denominazione sia stata trasferita a lui come rappresentante legale, annuncia che sarà un tribunale a mettere ordine nella disputa con le altre formazioni centriste che continuano ad utilizzare il nome della DC. Inoltre Rotondi nega di aver ricevuto una diffida dall’avvocato Antonio Cirillo, segretario di un’altra DC che ha come segretario Fabio Desideri, suo ex compagno di partito nella Democrazia Cristiana per le Autonomie.
Alle regionali in Molise di giugno, nella vittoria di Francesco Roberti, la lista UdC - Democrazia Cristiana - noi Di Centro prende il 3,5% senza consiglieri eletti.
A fine ottobre 2023, in una convention a Saint-Vincent annuncia il ritorno della DC con la dicitura "Democrazia Cristiana con Rotondi", per evitare confusioni con altre esperienze che si richiamano al vecchio partito. Oltre alla presentazione del nuovo simbolo del partito, viene confermato il patto federativo con il Nuovo PSI di Stefano Caldoro  annunciato a settembre.
In vista delle elezioni regionali in Sardegna del 25 febbraio 2024 il partito di Rotondi inizialmente forma il gruppo Grande Centro con Azione (poi fuoriuscito), UdC, e movimenti locali come Sardegna al Centro, Unione dei Sardi e Sardegna20Venti. Tuttavia il gruppo si scioglierà prima del deposito dei simboli e la DCR presenterà una propria lista a sostegno del candidato del centro-destra Paolo Truzzu. Il 18 gennaio 2024, a trent’anni esatti dalla fine della DC decisa da Martinazzoli, Rotondi alla Camera dei deputati presenta il simbolo del nuovo partito con la balena bianca e non lo scudo crociato in dote all’UdC. Infine alle regionali in Sardegna la lista di Rotondi raccoglie solo lo 0,3% nella sconfitta del centro-destra senza eleggere alcun consigliere.
Alle regionali in Abruzzo di marzo la lista UdC - Democrazia Cristiana prende l'1,17% senza eleggere alcun consigliere.

#### L'Alleanza di Centro di Francesco Pionati (2008)

Simbolo dell'AdC

Sempre come reazione alla rottura da parte dell'UDC dell'alleanza con Silvio Berlusconi e col centrodestra, nacque per iniziativa di Francesco Pionati (in quel momento parlamentare dell'UDC) il nuovo partito di matrice democratico cristiana Alleanza di Centro, che si riavvicinerà al centro destra sostenendo il quarto governo Berlusconi e poi facendo opposizione al governo Monti. L'unica partecipazione a una consultazione di livello nazionale furono le elezioni europee del 2009, quando costituì assieme al Movimento per le Autonomie, La Destra e il Partito Pensionati il cartello elettorale L'Autonomia. Alle regionali in Veneto la lista Alleanza di Centro-DC ottiene lo 0,81%.
Alleanza di Centro verrà rilanciata da Pionati nel 2019 con un'assemblea nazionale tenutasi a Napoli. Alle regionali in Campania la lista Alleanza di Centro - Alleanza Popolo e Territorio a sostegno di Stefano Caldoro prende lo 0,27%. Nel 2021 alle comunali di Napoli la lista Noi con l'Italia – Alleanza di Centro prende lo 0,94% nella sconfitta di Catello Maresca. Pionati aderirà poi a Noi con l’Italia di Maurizio Lupi diventando membro dell’ufficio di presidenza e del comitato direttivo del partito.

#### La Democrazia Cristiana di Gianni Fontana e Nino Luciani (2012)
La sentenza delle Sezioni Unite della Cassazione n.25999/2010 sancì definitivamente che la Democrazia Cristiana sorta nel 1942 non aveva una continuità giuridica con le varie formazioni che avevano rivendicato la successione di quel partito. La sentenza chiarì anche che la Democrazia Cristiana non fu mai sciolta dal Congresso, unico soggetto statutariamente legittimato ad assumere tale decisione.
Pertanto, su iniziativa di Clelio Darida, con un avviso sulla Gazzetta ufficiale del 13 marzo 2012, fu riconvocato il Consiglio nazionale in carica nel 1993 per deliberare l'elezione del Segretario politico e del Presidente del Consiglio nazionale. Il Cn, riunitosi a Roma il 30 marzo 2012, elesse Segretario politico Gianni Fontana e Presidente del Consiglio nazionale Silvio Lega, rivendicando la continuità storica ed associativa con la Democrazia Cristiana che sospese la propria attività sotto la segreteria di Mino Martinazzoli, nel tentativo, non riuscito, di farla confluire nel Partito Popolare Italiano.
Diventarono pertanto tre i soggetti politici che rivendicavano il nome di "Democrazia Cristiana", guidati rispettivamente da Giuseppe Pizza, Angelo Sandri e Gianni Fontana.
Anche il partito guidato da Fontana riprese la celebrazione dei congressi proseguendo la numerazione dall'ultimo di quelli celebrati dalla DC storica, il XVIII tenutosi nel 1989. Così, nel novembre del 2012 si celebrò il XIX congresso, che ratificò l'elezione di Fontana.
Successivamente, però, i membri della rinata DC ne modificano la natura e il nome in "Associazione Democrazia Cristiana" e Gianni Fontana assume la carica non più di segretario politico del partito, ma di presidente dell'associazione.
In occasione delle politiche del 2018, presenta una lista autonoma nella circoscrizione senatoriale del Lazio, ricevendo 5.532 preferenze. Il partito si presenta anche alle contestuali elezioni regionali nel Lazio, candidando Giovanni Paolo Azzaro.
Il 10 settembre 2020, dopo le dimissioni di Fontana, viene nominato presidente Nino Luciani. Il 20 ottobre 2020 Nino Luciani venne diffidato da Cerenza Raffaele e Franco De Simoni (rispettivamente segretario amministrativo e politico del "Partito Storico Democrazia Cristiana") dall'usare il nome e il simbolo della Democrazia Cristiana, nonché a indire e a celebrarne il XIX Congresso.
Il 24 ottobre 2020 si tenne comunque l'ennesimo XIX congresso della Democrazia Cristiana, che elesse Nino Luciani come nuovo segretario del partito. La sede provvisoria del rifondato soggetto politico è situata in Via Titta Ruffo n. 7, a Bologna.
Il 25 gennaio del 2021, il tribunale di Roma ha bocciato un ricorso presentato da Mauro Carmagnola (nella qualità di segretario amministrativo e rappresentante legale della DC guidata da Renzo Gubert e Renato Grassi) avverso l'atto di convocazione del XIX Congresso della DC in cui Nino Luciani è stato nominato segretario politico del partito.
Due mesi dopo la DC di Renato Grassi e Mauro Carmagnola chiedono la rettifica di un articolo del Corriere della Sera per le "infondate interpretazioni del prof. Nino Luciani su sentenze e contenziosi giudiziari e sul suo dichiararsi segretario della “vera” DC" rifacendosi all'ordinanza del 25 gennaio che "non ha né legittimato la regolarità rappresentativa dell’associazione facente capo al prof. N. Luciani che parla a nome della DC, né di qualsivoglia altro organo che a quell’associazione si riconnette, né legittimato la conformità statutaria delle iniziative contestate in ricorso."
Il Consiglio Nazionale del 23 aprile 2022 nomina nuovi coordinatori regionali per l'organizzazione della DC nelle regioni.

#### Il Nuovo CDU di Mario Tassone (2014)
Agli inizi del 2014 l'ex parlamentare Mario Tassone, già esponente della DC, del PPI unitario, del CDU e dell'UDC, promosse la costituzione di un partito che avrebbe dovuto, nelle intenzioni, riprendere il discorso politico interrotto dal CDU di Buttiglione. Alle elezioni regionali in Calabria del novembre dello stesso anno i tassoniani sostennero il candidato presidente del centrosinistra Mario Oliverio, che vinse le elezioni, ma il Nuovo CDU, con poco più dell'1,5% (12 004 voti) non ottenne alcun seggio in Consiglio regionale.
Alle elezioni europee del 2019 presenta alcuni candidati nelle liste di Popolari per l'Italia.

#### La Democrazia Cristiana di Renato Grassi e Salvatore Cuffaro (2017)
Nel febbraio del 2017 all'Hotel Ergife di Roma si tiene un'assemblea degli ultimi iscritti reperibili che porta poi al XIX Congresso nazionale del 13 e 14 ottobre 2018 con l'elezione a Segretario Nazionale di Renato Grassi mentre Renzo Gubert diventa Presidente del Consiglio Nazionale e Mauro Carmagnola Segretario Amministrativo. Negli anni a seguire la DC di Grassi si scontrerà con i movimenti di Nino Luciani, Angelo Sandri e Franco De Simoni.
Nel 2019 partecipa alle Elezioni regionali in Abruzzo insieme all'Unione di Centro e a Identità e Azione, raccogliendo il 2,88% e aggiudicandosi 1 seggio al consiglio regionale.
Il 13 luglio 2019 Rotondi dichiara che la Democrazia Cristiana cessa di essere un partito e diventa una fondazione, presieduta dallo stesso.
La segreteria di Grassi continuerà comunque ad operare considerando valido il congresso del 14 ottobre 2018.
Nell'ottobre 2020 aderisce al partito l'ex Presidente della Regione Sicilia Salvatore "Totò" Cuffaro.
In occasione delle elezioni politiche in Italia del 2022, la DC aderisce al Terzo Polo, ovvero la lista congiunta Azione - Italia Viva promossa da Carlo Calenda e Matteo Renzi, lasciando però ai dirigenti regionali del partito libertà di prendere decisioni alternative.
Il 7 maggio 2023, al termine del XX Congresso Nazionale della DC che si è tenuto al centro congressi Sheraton de Medici a Roma, Salvatore Cuffaro, commissario della DC in Sicilia, viene eletto all’unanimità segretario nazionale del partito; viene confermato Renato Grassi come presidente del partito mentre l’europarlamentare Francesca Donato, che aveva aderito a gennaio, e Giampiero Samorì, in uscita da Noi con l'Italia, vengono eletti rispettivamente vice presidente e vice segretario del partito.
In vista delle amministrative del maggio 2023 la DC di Grassi presenta liste comuni con l’Unione di Centro in alcune città come Latina sfruttando il simbolo dell’UdC con l’aggiunta della dicitura “Democrazia Cristiana”. Qui con il 5,99% vengono eletti tre consiglieri.
A fine anno la direzione nazionale incarica Cuffaro di «procedere, sul piano giudiziario, dinnanzi al tribunale di Avellino nei confronti di Gianfranco Rotondi, del professor Nino Luciani, dell’avvocato Antonio Cirillo, dei dottori Angelo Sandri, Raffaele Cerenza, Franco De Simoni e Emilio Cugliari Lauremi che si intestano la titolarità di fantasiosi diritti sul nome o sul simbolo del partito Democrazia Cristiana […] con richiesta di inibire la prosecuzione della illecita attività nei confronti di chi vorrà utilizzare impropriamente il nome Democrazia cristiana nelle occasioni elettorali».
Nell'aprile del 2024 Totò Cuffaro e Angelo Sandri si incontrano Roma "per sottoscrivere un accordo volto ad intraprendere un processo politico di riunificazione della Dc, che si incentra sulla riconferma della denominazione del partito Democrazia Cristiana, sulla connessione tra denominazione e simbolo storico scudo-crociato, nella vigenza dello statuto storico della Dc"; i due lanciano inoltre auspicano che "al più presto questo percorso di riunificazione possa estendersi all'Udc di Lorenzo Cesa, alla Dc di Gianfranco Rotondi e a tutte le altre componenti democristiane presenti sulla scena politica italiana".
Alle amministrative del 2025 vengono presentate liste della DC a Genova (1,65% con il Nuovo PSI nella coalizione di centro-destra), Taranto (2,03% con il centro-sinistra) e Ravenna (1,45% con un proprio candidato sindaco).

#### La Democrazia Cristiana Sicilia Nuova di Salvatore Cuffaro

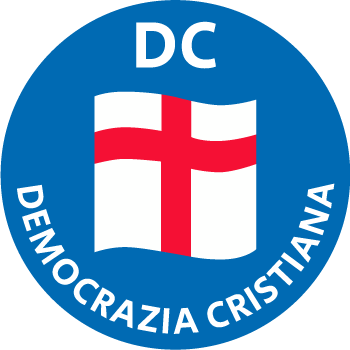
Logo della Democrazia Cristiana Sicilia Nuova

Nell'ottobre del 2020 l'ex Presidente della Regione siciliana Salvatore Cuffaro lancia una nuova Democrazia Cristiana in Sicilia, denominata Democrazia Cristiana Sicilia Nuova, che si rifà al partito nazionale guidato da Renato Grassi (Segretario nazionale del Partito), Renzo Gubert (Presidente del Consiglio Nazionale) e Mauro Carmagnola (Segretario Amministrativo). La DC si presenta per la prima volta con una propria lista alle elezioni comunali del 2021 in Sicilia a Favara (11,5% e tre eletti), Giarre (6,4% e un eletto), Caltagirone (6,7% e un eletto) e San Cataldo (4,4%).
Cuffaro verrà diffidato dalla DC di Franco De Simoni venendo attaccato dalla portavoce nazionale e coordinatrice regionale Scaravaggi: "Duole dover constatare che Totò Cuffaro, nonostante diverse nostre diffide e a dispetto delle sentenze emesse dall’Autorità Giudiziaria, continui indebitamente a fare attività politica, usurpando la nostra identità, ovvero quella della Democrazia Cristiana". Il 4 marzo 2022 Cuffaro viene di nuovo attaccato dal gruppo di De Simoni che si rifà alla "sentenza N° 25999 del 2010 della Suprema Corte di Cassazione Civile a Sezione Riunite che riconosce solo agli iscritti del 1993, ultimo tesseramento valido l’uso del logo e della dicitura Democrazia Cristiana Storica, l’unica Democrazia che può fregiarsi del simbolo e del nome è la Democrazia Cristiana Storica di De Simoni, segretario politico e Raffaele Cerenza, Segretario amministrativo nazionale, ricordiamo che abbiamo presentato la diffida a Cuffaro in occasione della inaugurazione della sede messinese. La Dc siamo noi, nessuno si senta segretario o Commissario né proprietario del simbolo o del nome".
Due giorni dopo Cuffaro inaugura la sede della segreteria della DC nuova a Partinico e a fine mese viene raggiunta un'intesa programmatica con noi Di Centro di Clemente Mastella in vista dei successivi appuntamenti elettorali. Tuttavia alle comunali di giugno la DC di Cuffaro si presenta insieme a Noi con l’Italia a Messina (1,6%) e a Niscemi (10,1% e due eletti) e da sola a Palermo a sostegno di Roberto Lagalla (5,5% e tre eletti) e ad Aci Catena (7,5% e un eletto). Come commissario regionale della DC nuova Cuffaro ad agosto presenta il simbolo del partito a sostegno di Renato Schifani in vista delle regionali del 25 settembre 2022 dopo aver depositato quello per le elezioni politiche che si terranno lo stesso giorno. La DC siciliana di Cuffaro si discosta quindi dalle posizioni prese dalla DC nazionale di Grassi a sostegno del Terzo Polo formato dalla lista Azione - Italia Viva.
La DC di Cuffaro si presenta alle elezioni regionali in Sicilia del 2022 con una lista unitaria insieme all'Unione di Centro, sostenendo il candidato del centro-destra Renato Schifani. La lista centrista raccoglie il 6,51%, riuscendo a superare lo sbarramento e ad eleggere cinque deputati all'Assemblea Regionale Siciliana (tre della DC e due dell’UdC), con due assessori nella Giunta Schifani.
A inizio 2023 l'europarlamentare Francesca Donato aderisce alla DC Nuova. A fine maggio la Donato diventa vice presidente nazionale del partito su nomina del presidente del partito, Renato Grassi, e del neo segretario nazionale, Totò Cuffaro.
In vista delle elezioni comunali siciliane del maggio 2023 Cuffaro sigla un'intesa con Noi moderati di Francesco Saverio Romano presentando il nuovo simbolo “Noi moderati – Democrazia Cristiana” con cui si presenta a Catania raccogliendo il 6,5% con tre consiglieri eletti. Nel resto della Sicilia la DC di Cuffaro riesce ad eleggere il sindaco di Modica, Maria Monisteri Caschetto, attestandosi come prima forza politica nella città iblea, dove con il 28% elegge sette consiglieri, e nel comune di Licata, dove sostiene un candidato di centro e raccoglie il 15% eleggendo tre consiglieri. Invece a Ragusa appoggia il sindaco uscente di centro Giuseppe Cassì che viene eletto al primo turno, a Siracusa sostiene il candidato del centro-destra Ferdinando Messina prendendo il 2% mentre a Trapani ha dei candidati nella lista civica di Maurizio Miceli che è la prima della coalizione con il 10%. Inoltre la DC riesce a far eleggere altri sindaci con liste civiche a Lercara Friddi, Sciara, Castrofilippo, Collesano e Roccapalumba.
In vista delle elezioni regionali in Sardegna del febbraio 2024 la DC di Cuffaro si sarebbe dovuta presentare con il proprio simbolo dello scudo crociato che però è stato respinto perché troppo simile nei dati cromatici e nella dicitura utilizzata a quello dell’UdC tanto che non è stata presentata alcuna lista; la decisione sarebbe poi stata ribaltata dal TAR quando ormai le liste erano state presentate.
Nell'aprile del 2024 Salvatore Giuffrida, deputato all'ARS eletto nella lista di Sud chiama Nord, aderisce alla DC di Cuffaro, portando a sei membri la delegazione del partito.
Alle elezioni europee del 2024, sfumato l’accordo elettorale con Italia Viva di Matteo Renzi, il partito di Cuffaro si federa con Noi Moderati, sostenendo il suo coordinatore in Sicilia, Massimo Dell’Utri, candidato nella circoscrizione Italia insulare nella lista Forza Italia - Noi Moderati; Dell'Utri con circa 70.000 preferenze sarà il secondo dei non eletti della lista. Alle comunali invece la DC sostiene sempre candidati del centro-destra in grosse città come Caltanissetta (3,73%) e Gela (7% e un eletto) mentre a Monreale con il 23% (sei eletti) contribuisce all'elezione di un sindaco centrista.
In estate a Mazara del Vallo nasce il primo gruppo consiliare comune con Noi Moderati dopo il patto federativo sottoscritto alle europee.
Nel giugno 2025 il numero dei deputati all’ARS sale a sette con l’adesione di Carlo Auteri, ex Fratelli d’Italia.

#### La Democrazia Cristiana di Franco De Simoni (2020)
Il 12 ottobre 2019, a seguito di un'auto-convocazione, si riunì a Roma, in Via Quattro Cantoni n. 53, l'Assemblea costituente degli iscritti del 1993 alla Democrazia Cristiana. Il verbale dell'Assemblea, la cui convocazione era stata pubblicata sulla Gazzetta ufficiale il 5 settembre 2019, venne registrato alla Agenzia delle Entrate di Roma il 6 novembre 2019, ed aveva per oggetto la ristrutturazione a tutti i livelli della DC.
Sabato 12 settembre 2020, sulla base delle indicazioni della sentenza 25999 del 2010 della Corte di Cassazione, si tenne il (XIX) Congresso della rinascita della Democrazia Cristiana. Il Congresso elesse Franco De Simoni segretario politico del Partito Storico Democrazia Cristiana, Raffaele Cerenza segretario amministrativo e Antonio Ciccarelli presidente del Consiglio Nazionale. Il partito ha sede in Via Gioberti n. 54, a Roma.
Il 20 novembre di quell'anno sul quotidiano Il Tempo Franco De Simoni e Raffaele Cerenza dichiarano con certezza che Renato Grassi, Gianfranco Rotondi, Angelo Sandri e la Federazione Democristiana non sono legittimati in alcun modo a parlare in nome e per conto della DC rifacendosi alla sentenza della Corte di Appello di Roma n. 1305 del 2009, passata in giudicato a seguito della sentenza n. 25999/10 delle sezioni unite della Cassazione. Le stesse sentenze hanno stabilito che né l’associazione di Grassi, né l’associazione di Rotondi, né il partito di Sandri, né L’UDC di Cesa, né CCD, né CDU, né il PPI, possono essere identificati con la Democrazia Cristiana.

#### La Democrazia Cristiana di Antonio Cirillo (2023)
Il 18 febbraio 2023 Antonio Cirillo, avvocato di Torre del Greco, viene eletto segretario di un'altra DC al termine del XIX congresso che si è tenuto in un albergo di Roma basandosi sulle norme statutarie vigenti nel 1984 e al quale hanno preso parte diversi politici locali come il sindaco Giovanni Palomba e diversi ex consiglieri comunali dopo aver celebrato i congressi territoriali in Campania, Lazio e Molise; nel simbolo compare la denominazione "Democrazia Cristiana" con al centro tra le due parole lo scudocrociato e la scritta "Libertas" su sfondo bianco.
Il 1º marzo seguente Cirillo comunica che sta procedendo alla formale diffida nei confronti di tutti coloro i quali hanno utilizzato in maniera illegittima il nome ed il simbolo della Democrazia Cristiana storica; ad indagare risulta essere stata chiamata la Procura di Latina. Nel frattempo come portavoce e coordinatore nazionale viene nominato Fabio Desideri, ex sindaco di Marino e consigliere regionale fino al 2010, che era stato escluso all’ultimo momento dalla lista civica di Francesco Rocca alle regionali. Successivamente al partito di Cirillo aderisce l'ex ministro Elisabetta Trenta.
Ad aprile la DC di Angelo Sandri dà mandato ai propri legali di procedere nei confronti della nuova DC di Antonio Cirillo e sostiene Michele Battiloro come candidato sindaco a Torre del Greco.
A fine maggio per un errore tecnico viene respinta la candidatura di Elisabetta Trenta alle regionali in Molise.
Nello stesso periodo Cirillo diffida Noi moderati / Noi con l’Italia di Maurizio Lupi, Italia al Centro di Giovanni Toti, Coraggio Italia di Luigi Brugnaro, Renato Grassi, Angelo Sandri, Salvatore Cuffaro, Franco De Simoni, Nino Luciani, Emilio Cugliari Lauremi all’utilizzo della denominazione e del logo a suo dire appartenenti in modo esclusivo al partito della Democrazia Cristiana.
Alle elezioni regionali in Sardegna la DC sostiene il candidato del centro-destra Paolo Truzzu  con propri candidati inseriti nella lista Alleanza Sardegna - Partito Liberale Italiano (4,08%).

#### La Democrazia Cristiana Storica di Franco Ferrari (2023)
Nasce nel 2023 e propone i propri candidati nelle amministrative di Forza Italia. A luglio 2024 aderisce alla nuova formazione Indipendenza! di Alemanno.